# Ӣ
Ӣ – litera cyrylickiego alfabetu tadżyckiego, oznaczająca akcentowaną samogłoskę [i] w pozycji na końcu wyrazu.
Ӣ jest także wykorzystywane w alfabecie aleuckim dialektu Wyspy Beringa.

## Kodowanie
| Znak                   | Ӣ                                     | Ӣ                                     | ӣ                                   | ӣ                                   |
| ---------------------- | ------------------------------------- | ------------------------------------- | ----------------------------------- | ----------------------------------- |
| Nazwa w Unikodzie      | CYRILLIC CAPITAL LETTER I WITH MACRON | CYRILLIC CAPITAL LETTER I WITH MACRON | CYRILLIC SMALL LETTER I WITH MACRON | CYRILLIC SMALL LETTER I WITH MACRON |
| Kodowanie              | dziesiątkowo                          | szesnastkowo                          | dziesiątkowo                        | szesnastkowo                        |
| Unicode                | 1250                                  | U+04E2                                | 1251                                | U+04E3                              |
| UTF-8                  | 211 162                               | d3 a2                                 | 211 163                             | d3 a3                               |
| Odwołania znakowe SGML | &#1250;                               | &#x04E2;                              | &#1251;                             | &#x04E3;                            |